# 千總
株式会社千總（ちそう）は、京都府京都市中京区にある京友禅の老舗。弘治年間（16世紀後期）に興ったとされる法衣業「千切屋」の流れをくむ一社で、千切屋一門の始祖は千切屋西村与三右衛門と伝わる。
千總では代々当主が總左衛門を名乗り（總左衛門のほか宗左衛門、惣左衛門あり）、千切屋の「千」と總左衛門の「總」により「千總」を屋号とす。千總の紋は滕（千切）に橘、菊、藤の花をあしらったもの。創業は1555年とし、1937年に千總の名で株式会社化、全国の百貨店・呉服店に販路を持つ。現在の当主は 十五代西村總左衛門（西村公男）。千總資料館には、衣装関連の美術品や資料が収蔵され、その一部は千總ギャラリー（本社2階）や貸出先の美術館で展示されている。

## 歴史

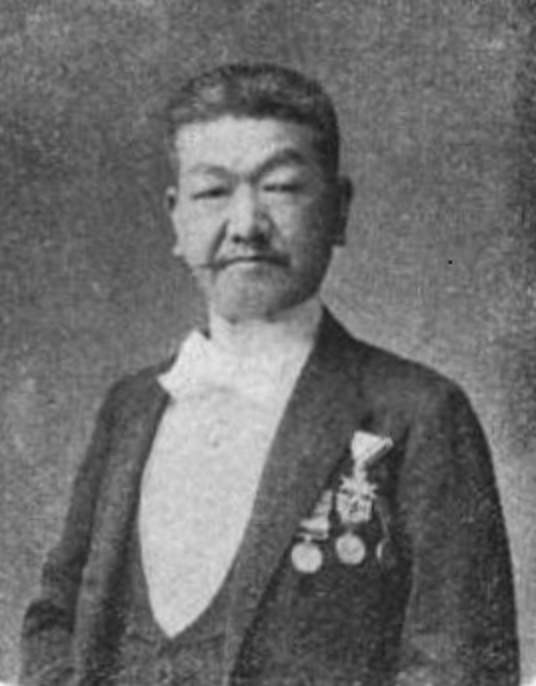
西村総左衛門12代目

弘治元年（1555年）、千切屋西村与三右衛門貞喜により法衣織物業として京都室町三条にて創業。二代・与三右衛門雄貞の長男・忠兵衛の子・治兵衛の家系が屋号として「千治（ちじ）」を、四男長右衛門の三男・宗（総）左衛門の家系が「千総（ちそう）」を、四代・与三右衛門重貞の次男の吉右衛門貞利の家系が「千吉（ちきち）」を名乗るなど、千切屋一門として多くの店が生まれた。千切屋一門は江戸時代に衣棚町を中心に興隆し、その数は百余軒に及んだという。千切屋一門西村家は京都における最古の商家の家柄として知られるようになった。千切屋の由来は、奈良の宮大工だった遠祖が春日大社の摂社である「若宮神社」の祭事の際に、興福寺衆徒の供進する千切花の台（千切台）を毎年製作奉納していたことからと言われる。千切屋一門が用いている紋も3つの千切台を図案化したものである。
千総（千切屋惣左衛門家）は三代千切屋与三右衛門の分家筋にあたり、寛文12（1672）年に西村貞道が宗左衛門と称して家を構えたもので、主に東本願寺を中心に法衣（織）を取り扱っていた。貞享・元禄時代以降、金襴巻物や友禅を扱いに加え高い品質の染職品製作、販売を続けた。江戸時代、それまでの「糊防染」という染色技術に、扇絵師として名高い宮崎友禅斉が斬新な図柄を応用。そこから「友禅染」が始まったと伝えられている。元禄16年（1703年）には友禅染が大流行。当時の千總は御所や宮家の御用、門跡家の法衣、友禅小袖などを手がけていた。
明治に入ると東京奠都や廃仏毀釈などの影響で苦境を迎えるが、1873年に三国幽眠（越前三国の儒者）の三男・直篤が11代西村總左衛門の養子となって西村惣右ェ門を名乗り、新しいビロード友禅などの技術によって新境地を開いた。明治7年（1874年）に青山御所、翌8年（1875年）には吹上御所の内部装飾の御用命を受ける。その後世界各国の万国博覧会で次々と小碑を獲得。西村惣右ェ門は1891年に先代の家督を継いで12代西村総左衛門となり、友禅や絹織物の販売のほか、室内裝飾品を商った。1935年に養子の總太郎（染呉服半襟商・大橋孝七の次男・彌太郎）が家督を継いで西村總左衛門を襲名、千總の社長に就任した。
第二次世界大戦中も「技術保存資格者」として西村總染織研究所を設立し友禅の製造、販売を許可されていた。また昭和33年（1958年）の皇太子明仁親王成婚に際し、皇太子妃美智子の調度品をはじめ、各宮家の調度品を受注した。
2006年、開祖千切屋の創業450年を迎え、現代生活空間や都会の景色に溶け込む着物の提案として、それまで製造卸に特化してきた千總としてこれまでになかった小売り店舗「總屋」 を京都本社1階にオープン（2019年11月閉店）、2020年には京都・烏丸三条に「千總 本店」をオープンした。

## トピックス
2006年、創業450周年を記念してブラジル・ハワイアナスとのコラボサンダルを発表。2008年には、日本ブラジル移民100周年を記念したブラジル・ハワイアナスとのコラボサンダルを発表。

## 略年表
- 弘治元年（1555年）初代千切屋与三右衛門（貞喜）が京都室町三条で法衣織物業を始める[22][23]
- 寛文9年（1669年）4代千切屋惣左衛門（貞道）が法衣と金襴巻物の呉服商「千総（ちそう）」を分家創業。[22]
- 元禄３年（1690年）5代惣左衛門（貞恒）が家業を継ぎ、友禅染小袖もてがける。[22]
- 明治7年（1874年）～　12代総左衛門（直篤）が日本画家の岸竹堂らに染織図案依頼[22][2]
- 明治11年（1878年）第7回京都博覧会に「天鵞絨友禅」を出品受賞[22][2]
  - 明治から昭和にかけて、国内外の様々な博覧会に出品、受賞[22][24]
- 明治14年（1881年）屋号を「西村組」に改称[22][23]
- 明治20年（1887年）店舗を内国方（国内部）と外国方（貿易部）に分け、海外貿易進出の基礎を固める[23]
- 大正3年（1914年）　大正天皇即位礼に際し錦旗制作を受注[22][2]
- 昭和12年（1937年）西村總左衛門商店を株式会社千總商店に改組[23]
- 昭和18年（1943年）　京友禅技術保存のため西村總染織研究所を設立[23]
- 昭和21年（1946年）株式会社千總に改称[23]
- 昭和33年（1958年）美智子妃婚礼の調度品を受注[23]
- 平成元年（1989年）　本社社屋・千總友禅工場・三条烏丸ホテル京都が竣工、本社2階にギャラリーを開設[25][23]
- 平成17年（2005年）創業450年記念として「千總コレクション　京の優雅～小袖と屏風～」展を京都文化博物館などで開催。[2]
- 平成18年（2006年）　「總屋」 を本社1階にオープン[2]
- 平成27年（2015年）創業460年記念として「千總460 年の歴史―京都老舗の文化史」展を京都文化博物館と共催[26][2]
- 令和2年（2017年）　千總文化研究所を創設[2]

## 千總ギャラリー
千總ギャラリーは京都市にある企業内ギャラリー である。株式会社千總本社2階にあり、ギャラリー1（1989年開設）とギャラリー2（2022年開設）からなる。ギャラリー1では千總の所蔵品の展示、ギャラリー2では現代アート作品の展示が主に行われる。
- 所在地　京都府京都市中京区三条通烏丸西入御倉町80 （株）千總 内
- https://www.chiso.co.jp/honten/gallery/

## 千總文化研究所
千總文化研究所は京都市にある一般社団法人である。京友禅の老舗である千總の中に置かれ、調査研究、教育普及活動を行う。
- 英語表記　Institute for Chiso Arts and Culture
- 所在地　京都府京都市中京区三条通烏丸西入御倉町80 （株）千總 内
- 設立　2017年3月
- 活動　「京都」「技術」「美」をテーマとする調査研究および教育普及活動
- 年報　
  - 『千總文化研究所 年報』創刊号（2020年1月発行）[28]
  - 『千總文化研究所 年報』2号（2021年4月発行）[29]
  - 『千總文化研究所 年報』3号（2022年4月発行）[30]
- 公式サイト　https://icac.or.jp/public/

## テレビ番組
- 日経スペシャル ガイアの夜明け 「伝統工芸 復活への道 ～職人の技をビジネスに生かせ!～」（2006年7月4日、テレビ東京）[31] - ハワイアナスとコラボした京友禅モデルのサンダルを取材。